# Râul Saharenana

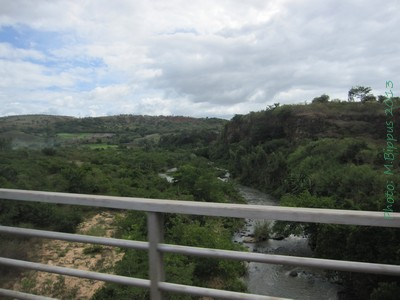
Râul Saharenana, lângă Antananandrenitelo

Râul Saharenana este situat în nordul Madagascarului și traversează Route Nationale 6 lângă Antananandrenitelo. Izvoarele sale sunt situate în apropiere de Joffreville în Masivul Ambohitra și se varsă în Oceanul Indian.